# Alexandru Ceaușu
Alexandru Bodgan Ceaușu (Bucarest, 12 de octubre de 1980) es un deportista rumano que compitió en piragüismo en la modalidad de aguas tranquilas. Ganó dos medallas de plata en el Campeonato Mundial de Piragüismo de 2003, y una medalla de plata en el Campeonato Europeo de Piragüismo de 2006.

## Palmarés internacional
| Campeonato Mundial | Campeonato Mundial           | Campeonato Mundial | Campeonato Mundial |
| Año                | Lugar                        | Medalla            | Evento             |
| ------------------ | ---------------------------- | ------------------ | ------------------ |
| 2003               | Gainesville (Estados Unidos) | Medalla de plata   | K4 200 m           |
| 2003               | Gainesville (Estados Unidos) | Medalla de plata   | K4 500 m           |
| Campeonato Europeo |                              |                    |                    |
| Año                | Lugar                        | Medalla            | Evento             |
| 2006               | Račice (República Checa)     | Medalla de plata   | K4 500 m           |